# Cacia elegans
Espèce
Synonymes
- Cacia (Corethrophora) elegans Breuning, 1939

Cacia elegans est une espèce de coléoptères cérambycidés de la sous-famille des Lamiinae.
On la trouve en Indonésie. L'holotype a été trouvé sur l'île de Bangka, à Sumatra.